# Dresdner Festspielorchester

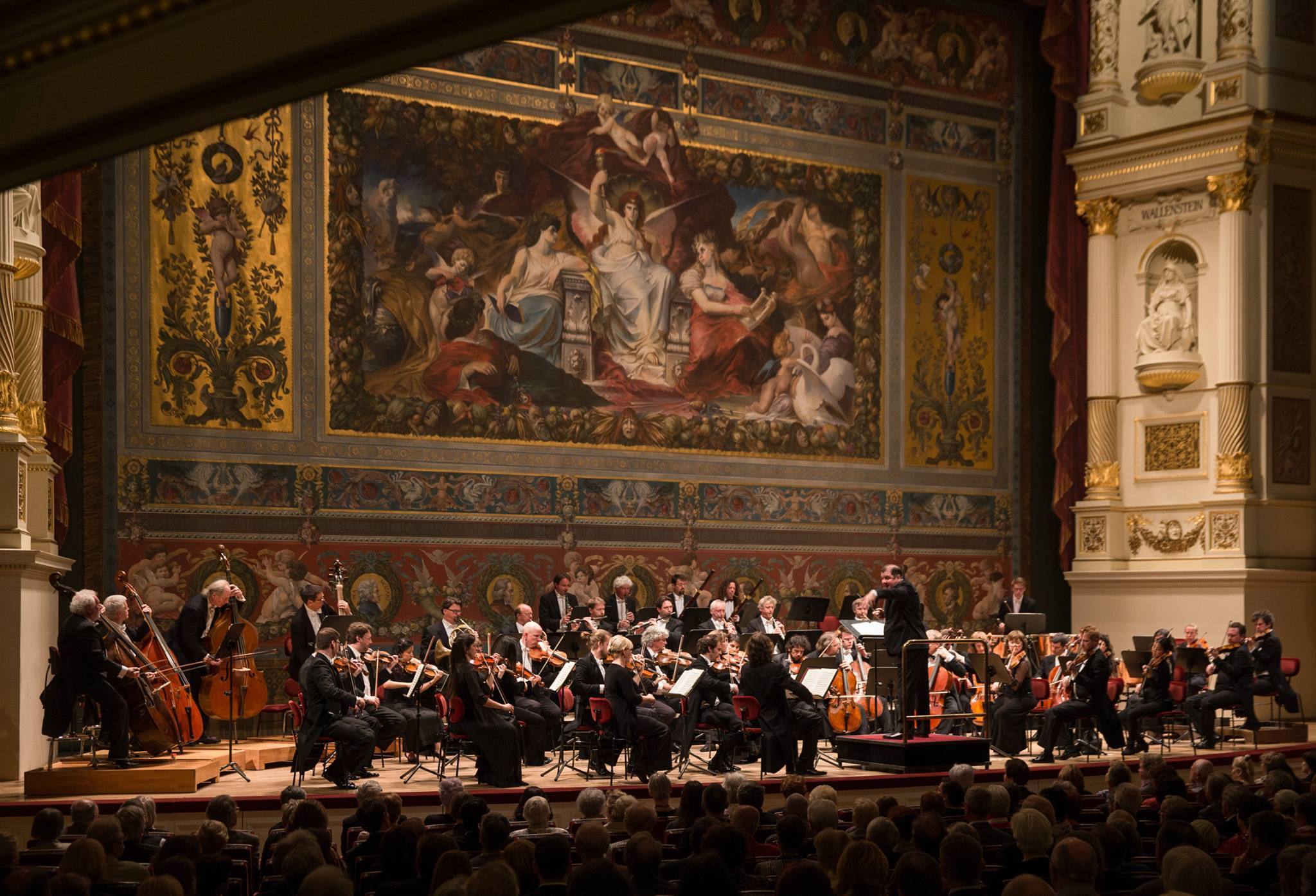
Abschlusskonzert des Dresdner Festspielorchesters in der Semperoper (2016)

Das Dresdner Festspielorchester (DFO) ist ein 2012 für die Dresdner Musikfestspiele gegründetes, international besetztes Ensemble unter der Leitung von Ivor Bolton.

## Tonträger
2016 veröffentlichte das Dresdner Festspielorchester die erste eigene CD. Eingespielt wurden mit den Tonmeistern Andreas Neubronner und Marcus Heiland (Tritonus) Robert Schumanns Cellokonzert, Jan Vogler Violoncello, und seine 2. Sinfonie. Beide Werke wurden in Dresden komponiert.